# Diaz Arena
La Diaz Arena (anciennement Albertparkstadion, puis Versluys Arena) est un stade de football situé à Ostende en Belgique.

## Histoire
L'enceinte est longtemps le fief de l'AS Oostende LM. En 1981, Lors de la fusion de ce club en avec son rival K. VG Oostende pour former le KV Ostende, le club formé s'installe à l'Albertpark.[réf. nécessaire]
Le stade change de nom en juillet 2020 pour devenir la Diaz Arena.